# Slovenské-Lodenice-Typ Elbe
Der Typ Elbe ist ein Küstenmotorschiffstyp der slowakischen Werft Slovenské Lodenice in Komárno an der Donau. Von dem Schiffstyp wurden sechs Einheiten für Einschiffsgesellschaften der Elbe Trans Schiffahrtsgesellschaft in Hamburg, die zur Rohden Bereederungsgesellschaft gehörten, gebaut.

## Beschreibung
Die Schiffe werden von einem Viertakt-Achtzylinder-Dieselmotor des Herstellers Deutz MWM (Typ: SBV 8M 628) angetrieben. Der Motor wirkt über ein Untersetzungsgetriebe auf einen Festpropeller. Die Schiffe erreichen eine Geschwindigkeit von rund 12 kn. Sie sind mit einem als Wasserstrahlantrieb ausgelegten Bugstrahlruder ausgestattet, der von einem Scania-Dieselmotor (Typ: DS 11) angetrieben wird.
Für die Stromerzeugung stehen zwei Dieselgeneratorsätze zur Verfügung, die von jeweils einem Deutz-MWM-Dieselmotor (Typ: TD 226-6) angetrieben werden. Weiterhin wurde ein Not- und Hafengenerator gleicher Konfiguration verbaut.
Die Decksaufbauten befinden sich im hinteren Bereich der Schiffe. Die Schiffe bieten Platz für zehn Besatzungsmitglieder. Hierfür stehen drei Offizierskammern sowie vier Kabinen für die weiteren Seeleute, davon drei Doppel- und eine Einzelkabinen, die sich auf zwei Decks verteilen, zur Verfügung. Das Ruderhaus ist von den flachen Aufbauten getrennt und hydraulisch in der Höhe verstellbar. Die Masten können geklappt werden. Die Schiffe können so feste Brücken über Flüsse und Kanäle unterqueren. Die Fixpunkthöhe der Schiffe beträgt 12,60 m (gemessen ab Kiel).
Vor den Decksaufbauten befindet sich ein Laderaum, der mit aus acht Segmenten bestehenden Faltlukendeckeln verschlossen wird. Die Lukendeckel können hydraulisch bewegt werden. Der Laderaum ist 53,40 m lang, 9,00 m breit und 7,61 m hoch. Die Kapazität beträgt rund 3.485 m³.
Die Schiffe sind für den Transport von Containern ausgerüstet. Die Containerkapazität beträgt 105 TEU. 69 TEU finden im Raum, 36 TEU an Deck Platz.
Der Rumpf der Schiffe ist eisverstärkt (Eisklasse E2).

## Schiffe
| Typ Elbe  | Typ Elbe | Typ Elbe    | Typ Elbe                                            | Typ Elbe                                                                                   |
| Bauname   | Baunr.   | IMO- Nummer | Kiellegung Stapellauf Ablieferung                   | Umbenennungen und Verbleib                                                                 |
| --------- | -------- | ----------- | --------------------------------------------------- | ------------------------------------------------------------------------------------------ |
| Atair     | 1501     | 9137284     | 22. Dezember 1994 25. August 1995 26. November 1995 | RMS Atair, Atair, 2006: Mira, 2006: Hertfortshire, 2016: Nystein (Umbau zum Selbstlöscher) |
| Algol     | 1502     | 9137296     | 10. April 1995 15. November 1995 4. Januar 1996     | RMS Algol, Algol, 2006: Coimbra, 2015: Celtic Vigour, 2018: Rix Spring                     |
| Antares   | 1503     | 9137301     | 23. Februar 1996                                    | RMS Antares, Antares, 2005: Tomar, 2016: Maremka, 2024: Ernst Hagedorn                     |
| Arcturus  | 1504     | 9156175     | 18. Dezember 1995 23. August 1996 1. Oktober 1996   | RMS Arcturus, 2004: Hav Arcturus, 2006: Arcturus, 2007: Tove, 2019: Wilson Wisla           |
| Aldebaran | 1505     | 9156187     | 29. Februar 1996 17. Oktober 1996 1. Dezember 1996  | RMS Aldebaran, 2004: Hav Aldebaran, 2006: Aldebaran, 2007: Berit, 2019: Wilson Luga        |
| Andromeda | 1506     | 9156199     | 25. März 1996 10. Januar 1997 1. Februar 1997       | RMS Andromeda, 2004: Hav Andromeda, 2006: Andromeda, 2007: Nina, 2019: Wilson Onega        |

Die Schiffe kamen unter der Flagge von Antigua und Barbuda mit Heimathafen St. John’s in Fahrt. Benannt waren sie nach Himmelskörpern.